# 마음이...
마음이...는 개와 인간 사이의 우정을 그린 2006년에 개봉된 대한민국의 영화이다.

## 줄거리
아이들을 버려두고 집나간 엄마로 인해 홀로 어린 여동생 소이를 책임지는 소년 가장 찬이. 그러던 어느날, 소이는 여섯번째 생일 선물로 강아지를 갖고 싶다고 고집을 부렸고 찬이는 어느 가정집에서 갓 태어난 새끼강아지를 훔쳐온다. 이후 소이는 강아지에게 '마음이'라는 이름을 지어준다. 그렇게 마음이와 셋이서 평화롭게 지내고 있던 어느날, 사고가 터졌다. 소이가 얼음물에 빠져 익사해버리고 말았다. 충격을 받은 찬이는 마음이까지 버려둔채 길거리를 떠돌게 된다.

## 캐스팅

### 주연
- 유승호 - 찬이 역
- 김향기 - 소이 역
- 달이 - 마음이 역

### 조연
- 안길강 - 두목 역
- 코마 - 베키 역
- 정민아 - 씨뎅 역
- 원장희 - 오마이 역
- 김난휘 - 엄마 역

### 단역
- 서영화 - 고모 역
- 조덕제 - 고모부 역
- 김경래 - 야수 역
- 김동영 - 짱개 역
- 백승도 - 앵벌이 1 역
- 이동건 - 앵벌이 2 역
- 허근영 - 앵벌이 3 역
- 이승훈 - 엄마 남자 역
- 강풍 - 형사 역
- 유진아 - 선생님 역
- 김범진 - 수의사 역
- 국지연 - 여행사 직원 역
- 신영진 - 여수의사 역
- 김주후 - 경찰 1 역
- 김재영 - 경찰 2 역
- 형성석 - 경찰 3 역
- 임요한 - 양아치 역
- 최상훈 - 공익요원 1 역
- 김라민 - 공익요원 2 역
- 이성환 - 공익요원 3 역
- 허창 - 해변 남 역
- 박복선 - 해변 여 역
- 김옥진 - 동물구조요원 1 역
- 김재덕 - 동물구조요원 2 역
- 두아름 - 1개월 마음이 역
- 로라 - 3개월 마음이 역
- 헤븐 - 8개월 마음이 역

## OST
| #   | 제목                                                        | 재생 시간 |
| --- | ----------------------------------------------------------- | --------- |
| 1.  | 〈꽃비 (Main Theme for '마음이')〉 (Various Artists)        | 2:09      |
| 2.  | 〈마음이〉 (별)                                             | 3:57      |
| 3.  | 〈마지막 약속〉 (Various Artists)                           | 3:33      |
| 4.  | 〈Rondo for the last winter〉 (Various Artists)             | 1:57      |
| 5.  | 〈이 세상 끝까지〉 (Various Artists)                        | 2:30      |
| 6.  | 〈하나되기〉 (Various Artists)                              | 1:58      |
| 7.  | 〈소이의 하루〉 (Various Artists)                           | 2:33      |
| 8.  | 〈천사의 기도〉 (Various Artists)                           | 2:45      |
| 9.  | 〈찬란한 오후〉 (Various Artists)                           | 2:07      |
| 10. | 〈바닷가에서〉 (Various Artists)                            | 0:42      |
| 11. | 〈여정〉 (Various Artists)                                  | 1:55      |
| 12. | 〈Dear my friend〉 (Various Artists)                        | 3:01      |
| 13. | 〈시간속에 갇힌 기억〉 (Various Artists)                    | 1:41      |
| 14. | 〈빛 바랜 사진〉 (Various Artists)                          | 3:20      |
| 15. | 〈눈물〉 (Various Artists)                                  | 2:43      |
| 16. | 〈Flower rain (String Ensemble version)〉 (Various Artists) | 1:24      |
| 17. | 〈마음이…〉 (Various Artists)                               | 3:56      |

## 출판
| 책 이름                          | 출시일          | 저자           | 페이지 | 판형 | 출판사  | 국제 표준 도서 번호 | 비고     |
| -------------------------------- | --------------- | -------------- | ------ | ---- | ------- | ------------------- | -------- |
| 마음이 (우리에게 온 최고의 선물) | 2006년 9월 25일 | 신동익, 오은영 | 165쪽  | A5   | 홍진P&M | ISBN 89-5697-871-9  | 영화소설 |

## 촬영지
- 부산광역시
  - 부산역, 부산 도시철도, 부산광역시의 시내버스, 부산대교, 자갈치 시장, 을숙도
- 밀양시
  - 삼랑진읍, 삼랑진역
- 경기도 파주시
  - 군량굴 버스 정류장 (구 벚내 정류장 - 현재는 철거되었다.), 정류장 옆 골목길